# Megacrex inepta
El rascón inepto o gallineta inepta (Megacrex inepta) es una especie de ave en la familia Rallidae, en el género monotipo Megacrex.
Esta ave no posee la capacidad de volar.

## Distribución y hábitat
Se la encuentra en Indonesia y Papua Nueva Guinea. Sus hábitats naturales son los bosques bajos húmedos, los bosques de manglares y los pantanos tropicales o subtropicales. Se encuentra amenazada por pérdida de hábitat.